# Solitude des latitudes
Albums de Raphael
Somnambules
(2015) Anticyclone
(2017)
Solitude des latitudes, sous-titré Raphael revisite Manset est le quatrième album enregistré en public de Raphael sorti le 18 décembre 2015. Il est exclusivement composé de reprises de Gérard Manset dont plusieurs de son album Matrice, extraite d'un concert unique enregistré au Théâtre de la Coursive, lors des Francofolies de La Rochelle, le 11 juillet 2015.
Chaque année, aux Francofolies de La Rochelle, un artiste reprend l'œuvre d'un autre. Gaëtan Roussel et Julien Doré s'étaient déjà essayé à l'exercice. En 2015, Raphael a choisi de revisiter l'œuvre de Gérard Manset, le père de sa manager, Caroline Manset, et auteur d'une de ses chansons (Manteau jaune sur l'album Pacific 231).  Les chansons sont adaptées à la voix de son interprète d'un soir. Il y a ajouté également un quatuor à cordes. Le concert aurait dû rester uniquement dans l'esprit des spectateurs de La Rochelle mais la critique est telle que l'interprète décide d'en commercialiser un CD.

## Liste des titres
Toutes les chansons sont écrites et composées par Gérard Manset.
| No  | Titre                  | Durée |
| --- | ---------------------- | ----- |
| 1.  | Solitude des latitudes | 5:19  |
| 2.  | Fille des jardins      | 4:39  |
| 3.  | Matrice                | 4:32  |
| 4.  | Élégie funèbre         | 4:05  |
| 5.  | Juste avant l'exil     | 3:50  |
| 6.  | Toutes choses          | 4:49  |
| 7.  | Vahiné ma sœur         | 5:34  |
| 8.  | Comme un Lego          | 4:40  |
| 9.  | Il voyage en solitaire | 4:05  |
| 10. | Revivre                | 6:00  |

## Musiciens[4]
- Basse : Aleksander Angelov
- Batterie et percussions : Mathieu Gayout
- Guitare : Yan Péchin et Raphael
- Piano : Raphael
- Violon : Valentina Gasparini, Noémi Gasparini et Eva Sinclair
- Violoncelle : Myrtille Hetzel

- Arrangement des cordes : Moritz Reich

## Classements
| Pays                   | Meilleure position | Entrée           | Sortie           |
| ---------------------- | ------------------ | ---------------- | ---------------- |
| France                 | 198                | 26 décembre 2015 | 26 décembre 2015 |
| Belgique (Francophone) | 117                | 26 décembre 2015 | 16 janvier 2016  |